# Wikipédia en samoan
Wikipédia en samoan (en samoan : Wikipedia gagana Sāmoa) est l'édition de Wikipédia en samoan, langue polynésienne parlée aux Samoa et aux Samoa américaines. L'édition est lancée en mars 2004 et dans les faits en novembre 2004. Son code est : sm.
Au 21 mars 2025, l'édition en samoan contient 1 172 articles et compte 11 325 contributeurs, dont 13 contributeurs actifs et 1 administrateur.
Les autres Wikipédia en langue polynésienne sont la Wikipédia en maori qui compte 7 970 articles, la Wikipédia en hawaïen qui en compte 2 871, la Wikipédia en tongien qui en compte 2 022, la Wikipédia en fidjien qui en compte 1 525 et la Wikipédia en tahitien qui en compte 1 222.

## Présentation

Localisation des langues du Pacifique central.
Carte socio-linguistique des langues en Océanie.
Localisation du samoan au sein des langues proches.

## Statistiques
- Le 24 septembre 2024, l'édition en samoan contient 1 156 articles et compte 10 995 contributeurs, dont 12 contributeurs actifs et 1 administrateur.